# Autoland Serie 220/275
Autoland Serie 220/275 – terenowy samochód osobowy produkowany przez francuską firmę Autoland. Liczba przy nazwie oznacza wartość rozstawu osi mierzonego w centymetrach.
Prześwit pojazdu wynosił 232 mm.
Po przemianowaniu nazwy firmy produkującej ten pojazd, zmieniono jego nazwę na Auverland Typ A (także: Auverland A-Series).